# Calamity Mine
Calamity Mine (eerder Colorado) is een mijntreinachtbaan in het Belgische attractiepark Walibi Belgium en staat in het themagebied Adventure World.
De achtbaan, gebouwd door het Nederlandse Vekoma, werd in 1992 geopend onder de naam Colorado en heeft een baanlengte van 785 m. In 1998 werd de baan omgedoopt tot Calamity Mine door Maurice De Bevere, de tekenaar die onder het pseudoniem Morris de strips van Lucky Luke tekende. In 2007-2008 werd de achtbaan gerenoveerd. In zijn eerste jaren had Calamity Mine eveneens een watereffect in het midden van de plas. Telkens wanneer de trein over het water scheert, springt er water langs beide zijkanten van de trein omhoog. In 2012 keerde dit effect terug na verschillende jaren afwezig te zijn geweest.

## Thema
Calamity Mine heeft een typisch mijntreinthema met veel bergen, watervallen en scherpe bochten. De baan bevat geen inversies.
Afbeeldingen · Geschiedenis van Walibi Belgium